# پودوپاتینام
پودوپاتینام (به انگلیسی: Pudupattinam) یک منطقهٔ مسکونی در هند است که در بخش کانچی‌پورم واقع شده‌است. پودوپاتینام ۲۰٬۸۹۷ نفر جمعیت دارد.